# Índice de transformación del alimento
En zootecnia, el índice de transformación del alimento, que expresa la eficiencia de asimilación de material, es una medida para cuantificar cómo de eficiente es un animal en transformar la masa alimenticia que consume en aumento de peso. 
Este índice se calcula dividiendo la materia seca consumida por el animal entre el aumento de masa corporal que experimenta el animal durante un periodo dado de tiempo. El índice es adimensional, luego no tiene unidades de medida asociadas.
Mientras los valores se acerquen a la unidad decimos que tiene una alta conversión alimenticia ya que tiene mejor capacidad para convertir y cuando el valor se aleja de la unidad es baja conversión ya que necesita mayor cantidad de alimento.
- Datos: Q649967